# Stephanopodium organense
Stephanopodium organense är en tvåhjärtbladig växtart som först beskrevs av Carlos Toledo Rizzini, och fick sitt nu gällande namn av Ghillean `Iain' Tolmie Prance. Stephanopodium organense ingår i släktet Stephanopodium och familjen Dichapetalaceae. Inga underarter finns listade i Catalogue of Life.